# Mozac
Mozac település Franciaországban, Puy-de-Dôme megyében. Lakosainak száma 3889 fő (2022. január 1.). Mozac Riom, Enval, Malauzat és Marsat községekkel határos.

## Népesség
A település népességének változása:
| Lakosok száma | 3817 | 3876 | 3997 | 3878 | 3877 | 3876 | 3874 | 3863 | 3889 |
|               | 2013 | 2015 | 2016 | 2017 | 2018 | 2019 | 2020 | 2021 | 2022 |